# Guachetá
Guachetá là một khu tự quản thuộc tỉnh Cundinamarca, Colombia. Thủ phủ của khu tự quản Guachetá đóng tại Guachetá Khu tự quản Guachetá có diện tích ki lô mét vuông. Đến thời điểm ngày 28 tháng 5 năm 2005, khu tự quản Guachetá có dân số 10566 người.